# گرمابه مهدی قلی‌بیگ
گرمابه مهدی قلی‌بیگ یا گرمابه شاه مربوط به دورهٔ صفوی است و در مشهد، ابتدای بازار بزرگ، جنب مسجد شاه واقع شده و این اثر در تاریخ ۵ اردیبهشت ۱۳۵۶ با شمارهٔ ثبت ۱۳۷۴ به‌عنوان یکی از آثار ملی ایران به ثبت رسیده‌است.
در شهر مشهد و در راسته بازار بزرگ و نزدیک به مسجد هفتاد و دو تن امروزی فضای حمام قدیمی مهدی قلی بیگ بنای یکی از امرای تیموری معروف به مسجد قرار دارد که به سال ۱۰۲۷ قمری ساخته شده‌است. این حمام مجموعه‌ای از فضاهای متعدد بوده و بزرگ‌ترین و زیباترین بخش آن بخش بینه حمام با هشت ستون و تزئینات نقاشی است.
این بنا وقف آستان قدس رضوی گردید که پس از مرمت و بازسازی در سال ۱۳۸۵ شمسی به موزه مردم‌شناسی تغییر کاربری داد. در این موزه اشیایی از قبیل لوازم مورد نیاز در حمام‌های قدیمی، انواع سماورهای ذغالی، قندیل، ظروف مختلف، آبخوری، بخش نمایشگاه عکس قدیم و مردم‌شناسی به نمایش درآمده
است.
فیلمی دربارهٔ حمام در سال ۱۳۸۹ به کارگردانی علی حسن‌زاده ساخته شده‌است.